# Torrefacto
Torrefacto — интернет-магазин кофейных зёрен свежей обжарки, известный также продажей кофейных аксессуаров, различных сортов чая, шоколада и прочих. Выделяющимся среди остальных магазинов кофе его делает бизнес-модель, заключающаяся в предварительном сборе заявок на обжарку в силу отсутствия склада хранения готовой продукции, вслед за чем, по данным на март 2021 года, по понедельникам и четвергам Torrefacto занимается обжаркой зёрен, а уже по исполнении заказа его отправляют покупателю.

## История
В феврале 2011 года у товарищей Ильи Савинова и Алексея Германа зародилась идея организовать кофейный стартап. В мае того же года Савинов получил статус индивидуального предпринимателя и вложил ₽300 000 на приобретение у китайских поставщиков партии в 15 000 единиц чёрных фасовочных пакетов для кофе и на развитие сайта с системой оплаты. Тогда к проекту присоединился обжарщик Сергей Табера, обладавший небольшим бизнесом по ремонту кофемашин. Уже в ноябре в Москве был основан Torrefacto.
В начале существования наценка на продукцию Torrefacto, по данным РБК, составляла от 200 до 250%, а обжарка зёрен производилась ежедневно. Однако вскоре, три месяца спустя основания Савиновым и Германом было принято решение о снижении стоимости зерна и проведении обжарки раз в неделю. По мере роста заказов на производство было закуплено две швейцарские кофемолки стоимостью ₽250 000 каждая и двое бывших в употреблении сербских ростеров, обошедшихся по ₽500 000 за каждый.
Тем не менее в связи с падением курса рубля в декабре 2014 года основатели Torrefacto решили обратиться к системе «плавающих цен», привязанных к курсу доллара. В итоге за 2014 год компанией было выручено ₽42 500 000.
В начале 2020 года стало известно об установке и запуске фотосепараторов компании «Сапсан» на производстве Torrefacto.
В марте 2023 года были обнародованы победители премии по шоколаду Russian Bean-to-Bar Chocolate Award, получившей в связи с увеличением количества категорий и участников новое название «Шоколад года». Шоколад Torrefacto взял золото и серебро в категории «Молочный шоколад», а также золото среди номинированных представителей белого шоколада.